# Pseudostenophylax amplus
Pseudostenophylax amplus är en nattsländeart som först beskrevs av Mclachlan 1894.  Pseudostenophylax amplus ingår i släktet Pseudostenophylax och familjen husmasknattsländor. Inga underarter finns listade i Catalogue of Life.